# ヌノサラシ
ヌノサラシ(学名: Grammistes sexlineatus)はハタ科に属する中型の海水魚であり、ヌノサラシ属(Grammistes)を構成する唯一の種である。インド洋・太平洋に広く生息し、日本においても南日本でみられる。暗褐色の体に黄色から白色の縞が入り、その模様は成長に応じて変化する。皮膚からグラミスチンという毒を分泌するため、食用にはならない。

## 形態

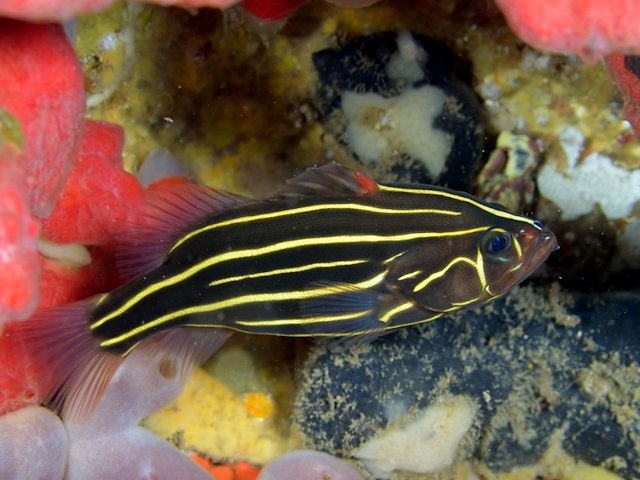
幼魚

中型の魚であり、最大で全長30 cmに達する。体は楕円形で側扁する。口は大きく、斜位で開く。下顎の先端下方には小さな皮弁がある。背鰭は7棘、12-14軟条からなる。臀鰭は3棘、8-9軟条からなるが、棘は短く皮下に隠れる。尾鰭の後端は丸い。1本の側線が鰓蓋上方から尾柄部直前まで伸びるが、不明瞭である。鱗は円形で小さく、皮膚に埋没する。
体全体は暗い茶褐色で、体側面には6本程度の黄色から白色の縦帯が不規則に入る。この模様の入り方は個体の成熟度によって変化する。幼魚は全長約17.5 mmに達するまでは黄色から白色の斑点状の模様を呈する。その後この斑点が徐々に縞模様に変わっていく。全長5 cmの個体では、3本の縞が観察される。全長8cmを超えてはじめて6本の縞がみられるようになり、日本近海ではこの状態の個体がよくみられる。しかし、最大体長に近いような老成した個体では、この縞は分散して途切れがちになることが多い。若い個体では背鰭の前方に赤色の部分があるが、成長に伴いこの赤色部は消えていく。

## 分布
本種はインド太平洋の熱帯・亜熱帯域に広く生息する。生息域は西はアフリカ東岸から、東はハワイを含む太平洋の島々まで広がり、南はニュージーランド北部から、北は日本まで広がっている。
日本においては南日本を中心に生息する。鹿児島県、山口県、高知県、和歌山県、相模湾、伊豆諸島、小笠原諸島、琉球列島から記録されているほか、岩手県からも記録がある。
沿岸部のサンゴ礁や岩礁の、ごく浅い海域から水深40-50 mくらいの海域まででみられる。

## 生態
単独で行動することが多い。岩の割れ目などに隠れて過ごすことが多く、夜行性の傾向が強い。肉食である。
他のヌノサラシ亜科の魚類と同様に、危険を感じると魚毒性を有するグラミスチンと呼ばれる皮膚毒を分泌する。 この分泌物が泡立った石鹸のように見えることから、ヌノサラシとその近縁種は"Soapfish"（石鹸魚）という英名で呼ばれる。本種は共食いをすることが知られており、本種自身は捕食に際しても毒の影響を受けないと考えられている。

## 人間との関係
本種の身は苦く不味とされ、食用とはならない。ニューギニアでは本種を食べた人がその毒により死亡したという報告もある。